# أرسنال موسم 2017–18
كان موسم 2017–18 هو الموسم السادس والعشرون لنادي أرسنال في الدوري الإنجليزي الممتاز والموسم الثاني والتسعين على التوالي في دوري الدرجة الأولى لكرة القدم الإنجليزية. شارك النادي في الدوري الإنجليزي الممتاز، وكأس الاتحاد الإنجليزي (كحامل للقب)، وكأس رابطة الأندية الإنجليزية المحترفة، ودرع المجتمع الإنجليزي، والدوري الأوروبي.
كان هذا هو الموسم الأول الذي لم يشارك فيه أرسنال في دوري أبطال أوروبا منذ موسم 1997–98. كانت هذا هو المرة الأولى التي يلعبون فيها في الدوري الأوروبي منذ تغيير علامته التجارية، بعد أن شاركوا آخر مرة في كأس الاتحاد الأوروبي 1999–2000. شهد الموسم السيئ نسبيًا فشل أرسنال في الحفاظ على تحدي ثابت للتأهل لدوري أبطال أوروبا، حيث كان أداءه خارج أرضه عاملاً رئيسيًا، حيث فاز فقط بأربع مباريات خارج أرضه في الدوري طوال الموسم مع 11 هزيمة، وكانوا، حتى المباراة الأخيرة من الموسم، الفريق الوحيد في أفضل 4 أقسام في إنجلترا الذي لم يحصل على نقطة واحدة خارج أرضه في عام 2018. تم تسجيل إجمالي 13 هزيمة طوال موسم الدوري، وهو أعلى رقم منذ موسم 1994–95، والذي أدى إلى احتلال الفريق المركز السادس. علاوة على ذلك، فإن الهزيمة المفاجئة 4-2 أمام نوتينغهام فورست تعني خروج أرسنال من الدور الثالث لكأس الاتحاد الإنجليزي للمرة الأولى منذ عام 1996.
كان أرسنال وصيفًا لكأس الرابطة، بعد هزيمته 3–0 في المباراة النهائية أمام مانشستر سيتي. كان أرسنال قريبًا من الفوز بأول لقب أوروبي منذ كأس أبطال الكؤوس في عام 1994، لكن الهزيمة 2–1 في مجموع المباراتين أمام أتلتيكو مدريد في الدور نصف النهائي أدت إلى موسم آخر في الدوري الأوروبي.
كان هذا الموسم هو الموسم الحادي والعشرين على التوالي والأخير تحت قيادة المدرب أرسين فينغر، والذي أعلن رحيله عن النادي في 20 أبريل 2018.  ويغطي هذا الموسم الفترة من 1 يوليو 2017 إلى 30 يونيو 2018.